# Stadttore von Dresden
Die Stadttore von Dresden sind weitestgehend nicht erhaltene Stadttore in Dresden, der ehemaligen Residenz des Kurfürstentums Sachsen und späteren Königreichs Sachsen. Sie stammten teilweise aus dem Mittelalter und es gab ursprünglich elf dieser Tore. Heute sind zwei davon noch erhalten:
- das zu Beginn des 13. Jahrhunderts errichtete und zum Georgenbau umgebaute Elbische Tor und
- das 1591 überbaute Ziegeltor von 1555.

Stadttore waren in Dresden seit dem Bau der Dresdner Stadtmauer notwendig. Es gibt Hinweise darauf, dass bis zum Aufbau der Stadttore Schutzgatter die Stadteingänge schützten.

## Geschichte

### Mittelalter
Das mittelalterliche Dresden besaß vier Stadttore in alle vier Himmelsrichtungen wie auch eine kleine Pforte nach Südosten, die zur Kreuzkirche führte:
1. das Elbische Tor nach Norden
2. das Wilsdruffer Tor nach Westen
3. das Seetor nach Süden und
4. das Frauentor nach Osten.

Der fünfte Stadteingang war die Kleine Kreuzpforte, die sich durch die Wallfahrt zur Kreuzkirche im Spätmittelalter zum Kreuztor entwickelte.
Bezeichnend ist der Umstand, dass das Frauentor bereits 1297 ersterwähnt wurde – zwei Jahre vor der Ersterwähnung der weit älteren Stadtmauer am 17. August 1299 durch eine Urkunde des damaligen Dresdner Stadtherren Friedrich Klemme.
Die Dresdner Tortürme trugen als Schmuck in Stein gehauene und bunt bemalte Dresdner Stadtwappen.
An den Toren waren Steinschleudern und andere Wurfmaschinen für den Verteidigungsfall aufgestellt. Wie notwendig diese waren, zeigen die Eroberung von Dresden durch den Markgrafen von Brandenburg Waldemar den Großen im Jahr 1315 durch Erstürmung des Wilsdruffer Tores und die Eroberung Altendresdens durch die Hussiten im Jahr 1430.
Die Stadttore wurden von einem Torwächter bewohnt (auch Hausmann genannt, vgl. Hausmannsturm). Dieser hatte im Mittelalter in einigen Türmen auch noch die Funktion des Gefangenenwärters:
- im Frauentorturm und
- im Turm neben der Kleinen Kreuzpforte.

Wesentlich verändert wurde die Situation an den Stadttoren durch die Hussitenkriege von 1419 bis 1434. Im Jahr 1427 wurde eine zweite, niedrigere Vormauer errichtet. Hierdurch entstand ein Zwinger.

### Reformationszeit: Ab 1521 Großer Rempart
Durch die Remparierung der Dresdner Befestigungsanlagen von 1519 bis 1529 wurde die Siedlung an der Frauenkirche mit einem Neuen Wall umgeben und dadurch nach Dresden eingemeindet. Diese Siedlung war aus einer vorstädtischen elbslawischen Fischer- und Hafen-Siedlung der Nisaner hervorgegangen, welche älter als die deutsche Stadtgründung war.
Durch den 1521 erbauten Neuen Wall führte zunächst ein Schutzgatter am Pirnischen Tor, später das 1530 erbaute Rampische Tor (auch Äußeres Frauentor) genannt.
Da das Frauentor mit der mittelalterlichen Stadtmauer weiterbestand, gab es in dieser Zeit mit dem Rampischen Tor sechs Stadttore:
1. das Elbische Tor nach Norden
2. das Wilsdruffer Tor nach Westen
3. das Seetor nach Süden
4. das Kreuztor nach Südosten
5. das Frauentor (innerstädtisch) Richtung Osten und
6. das Rampische Tor (äußeres Frauentor) nach Osten.

Vom Stadtzentrum in Richtung Osten mussten allerdings das Innere wie auch das Äußere Frauentor passiert werden.

### Ab 1546/1555: Bastionärbefestigung
Diese Situation änderte sich grundlegend mit dem Bau einer der ersten deutschen Bastionärbefestigungen nach altitalienischer Manier in den Jahren 1546 bis 1555.
Das alte (innere) Frauentor wurde abgerissen und das neugebaute Rampische Tor verschlossen (dessen Vorwerk und dessen Brücke über den Stadtgraben verschwanden allerdings). Als Ersatz wurde das Ziegeltor in Richtung Osten erbaut.
In Richtung Südosten wurde die Kleine Kreuzpforte verschlossen und stattdessen das Salomonistor durch den dortigen Rempart gebaut, der in Salomonisbastei umbenannt wurde.
In Richtung Süden wurde das Seetor vermauert und zum Gefängnis umgebaut. Es wurde nicht ersetzt.
In Richtung Norden wurde das erst 1535 zum Georgentor erneuerte Elbische Tor durch das Neue Brückentor ersetzt, das 44 Meter vor dem alten Elbtor lag. Es erhielt wegen seiner Renaissance-Pracht den Namen Schönes Tor. Auch die Namen Altendresdner Tor und Wassertor gingen auf das Neue Brückentor über, da das kurfürstliche Georgentor für den Verkehr geschlossen wurde.
Damit besaß Dresden ab 1555 folgende Stadttore:
1. das Neue Brückentor von 1555 nach Norden über die Elbe
2. das mittelalterliche Wilsdruffer Tor nach Westen
3. das Salomonistor von 1551 nach Südosten und
4. das Ziegeltor von 1555 nach Osten.

Der Weg direkt nach Süden war durch die Schließung des Seetores nun nicht mehr möglich. Dafür führte nach Norden direkt in die Elbe die Arsenalspforte, welche die Bastionärbefestigung mit dem alten mitbefestigten Hafen von Nisan verband.

### 1589/1593: Ausbau der Bastionärbefestigung
Durch den Ausbau der Bastionärbefestigung vor allem im Zeitraum von 1589 bis 1591/1593 wurde die Situation nochmals grundlegend verändert. Die erst neugebauten Tore in Richtung Osten (Ziegeltor) und Südosten (Salomonistor) wurden wieder verschlossen und durch ein Haupttor ersetzt, das 1590/1591 erbaute Pirnaische Tor. Danach konzentrierte sich die Begehbarkeit von Dresden ab 1591 auf nur noch drei Haupttore:
1. das Neue Brückentor von 1555 nach Norden über die Elbe
2. das mittelalterliche Wilsdruffer Tor nach Westen und
3. das Pirnaische Tor von 1591 nach Osten

Auch die Arsenalspforte wurde 1590 wegen Verlandung des Hafens von Nisan größtenteils zugemauert und danach überwiegend als Salzausfall bezeichnet. 1676 wurde der Hauptausfall in der Nähe des Schlosses gebaut.

### 1738/1746: Nach dem Bau der Hofkirche in den Zwinger
Diese Situation hatte rund einhundertfünfzig Jahre Bestand. Sie änderte sich erst durch die Pläne zum Bau der Hofkirche. Um Raum für diesen ehrgeizigen römisch-katholischen Kirchenbau zu schaffen, dem spätesten Werk des italienischen Barocks, wurde 1738 das 1555 eröffnete Neue Brückentor (Schönes Tor) abgerissen (neben weiteren Gebäuden und sogar Teilen der Festungsanlage). Dafür wurde das bis 1535 zum Georgentor ausgebaute alte Elbische Tor wieder seiner alten Bestimmung übergeben und der Verkehr statt über die Augustusstraße wieder über die Schloßstraße direkt nach Süden geleitet. Danach war es naheliegend, auch das südliche Stadttor, das Seetor, wieder zu aktivieren, welches 1746 geöffnet wurde.
Ab 1746 besaß Dresden folgende Stadteingänge:
1. das mittelalterliche, 1535 umgebaute Georgentor nach Norden zur Elbe
2. das mittelalterliche Wilsdruffer Tor nach Westen
3. das mittelalterliche Seetor nach Süden und
4. das Pirnaische Tor von 1591 nach Osten

Damit war im Grunde die Situation aus dem Mittelalter wiederhergestellt. Lediglich im Osten war durch die Stadterweiterung durch den Neuen Wall von 1521 das mittelalterliche Frauentor abgerissen und durch das Pirnaische Tor ersetzt wurden.
Auch der Hauptausfall konnte mit abnehmender militärischer Bedeutung der Befestigungsanlagen nach dem Siebenjährigen Krieg (1756–1763) von der Bevölkerung genutzt werden.

### 1811/1821: Abriss der meisten Stadttore im Rahmen der Entfestigung
Drei dieser vier Dresdner Stadttore wurden im Zuge der Entfestigung Dresdens abgetragen:
1. das Wilsdruffer Tor bereits in der Napoleonzeit im Jahr 1811
2. das Pirnaische Tor in den Jahren 1820/1821
3. das Seetor im Jahr 1821

Lediglich das im Grunde mittelalterliche Georgentor (ursprünglich das Elbische Tor oder auch Wassertor) überstand die Entfestigungsphase, außerdem das 1589 durch die Jungfernbastei vollständig überbaute Ziegeltor von 1555, von dem sich deswegen sogar noch die Torbrücke über den Stadtgraben erhalten hat. Es ist im Museum Festung Dresden zu besichtigen (seit 2019 in Festung Xperience umbenannt).
Auch in der ehemaligen bedeutenden Hansestadt Wismar erhielt sich lediglich das Wassertor als einziges von einstmals fünf Toren der mittelalterlichen Wismarer Stadtbefestigung.